# Nakaz sprzeczny
Nakaz sprzeczny – komunikat nakazowy kierowany do określonej osoby lub grupy zawierający niespójny lub wręcz wewnętrzne przeciwny przekaz. 
Jedna z części przekazu jest w tym wypadku stwierdzeniem czegoś, a druga część tego samego przekazu, będąca stwierdzeniem czegoś na temat części pierwszej, jest niespójna (obie części wykluczają się wzajemnie). Przekaz taki może być werbalny lub niewerbalny lub przekaz werbalny może być sprzeczny z niewerbalnym (niespójność między tym, co się widzi, a tym, co się słyszy lub odczuwa). Klasycznym przykładem nakazu sprzecznego jest nakazanie komuś spontaniczności lub oferowanie pomocy z przymusu. Nakazy sprzeczne prowadzą częstokroć do podwójnego wiązania.